# Francesc Comas i Singla
Francesc Comas i Singla (Terrassa, 26 de setembre de 1863 - Barcelona, 1936) fou un comerciant i alcalde de Terrassa. Era fill d'en Francesc Comas i de na Dolors Singla, tots dos de Terrassa. Va casar-se amb Catalina Guilleumas i Armengol amb qui va tenir quatre fills; Francisco, Agustí, Joan i Josepa. Era republicà i governà durant només tres mesos el consistori en el 1909. Una vegada acabada l'etapa política, el febrer de 1916 va ser escollit president de la junta de Mina Aïgues de Terrassa.